# Eduardo Provasoli
Eduardo Provasoli Pozzuli (Milán, 1847 - Santiago, 1926) fue un arquitecto de origen italiano afincado en Chile, país donde dejó una importante huella, debido principalmente a su colaboración en las obras de la Orden Franciscana.

## Obras
Poco es lo que se conoce de la vida de Provasoli, el arquitecto nacido en Milán que proyectó los templos que la Orden Franciscana levantó a los largo de Chile en la segunda mitad del siglo XIX y comienzos del XX.
Entre las iglesias —o parte de ellas— que se levantaron de acuerdo con sus planos destacan la de la Divina Providencia, que dio nombre al barrio homónimo de Santiago; las iglesias franciscanas de Cerro Barón de Valparaíso,  Las Cuatro Avenidas de Chillán y Castro en Chiloé, y la de San Antonio de Padua, en la localidad de El Almendral, San Felipe. La Casa de los Valdés, en Nancagua, fue diseñada también por Provasoli y la Casa Rivas, en la capital chilena. Varias de estas obras han sido declaradas monumentos nacionales.
A Provasoli —que en algunas fuentes figura como Provoste— se le atribuye también el monumento del Cristo Redentor, inaugurado el 16 de enero de 1904 en el cerro Bellavista de Valparaíso, aunque su autor podría haber sido el arquitecto e ingeniero civil inglés Richard Gibbons.
En Talca decoró con una pintura el convento de Santo Domingo. Y diseñó el primer monumento al Batallón Talca.